# Йедлин, Стив
Стив Йедлин (англ. Steve Yedlin; род. 29 сентября 1975, Лос-Анджелес, Калифорния) — американский кинооператор.

## Биография
Родился 29 сентября 1975 года в Лос-Анджелесе, США. Учился в школе кинематографических искусств Университета Южной Калифорнии. До начала карьеры кинооператора работал осветителем на съёмках рекламных и музыкальных видео. Регулярно сотрудничает с режиссёром Райаном Джонсоном.
Член Американского общества кинооператоров с 2015 года.

## Избранная фильмография
- 2019 — Достать ножи / Knives Out (реж. Райан Джонсон)
- 2017 — Звёздные войны: Последние джедаи / Star Wars: The Last Jedi (реж. Райан Джонсон)
- 2015 — Разлом Сан-Андреас / San Andreas (реж. Брэд Пейтон)
- 2014 — Второй шанс / Danny Collins (реж. Дэн Фогельман)
- 2013 — Телекинез / Carrie (реж. Кимберли Пирс)
- 2012 — Петля времени / Looper (реж. Райан Джонсон)
- 2010 — Гениальный папа / Father of Invention (реж. Трент Купер)
- 2009 — Любовь и прочие обстоятельства / Love and Other Impossible Pursuits (реж. Дон Рус)
- 2008 — Братья Блум / The Brothers Bloom (реж. Райан Джонсон)
- 2006 — 5 неизвестных / Unknown (реж. Симон Бранд)
- 2005 — Порочные связи / Conversations with Other Women (реж. Ханс Каноза)
- 2005 — Кирпич / Brick (реж. Райан Джонсон)
- 2004 — Мёртвые птицы / Dead Birds (реж. Алекс Тёрнер)
- 2003 — Кошмар дома на холме / Toolbox Murders (реж. Тоуб Хупер)
- 2002 — Мэй / May (реж. Лаки Макки)